# Montigny-Lencoup
Montigny-Lencoup település Franciaországban, Seine-et-Marne megyében. Lakosainak száma 1362 fő (2022. január 1.). Montigny-Lencoup Salins, Villeneuve-les-Bordes, Châtenay-sur-Seine, Courcelles-en-Bassée, Coutençon, Égligny és Gurcy-le-Châtel községekkel határos.

## Népesség
A település népességének változása:
| Lakosok száma | 1302 | 1345 | 1390 | 1386 | 1403 | 1427 | 1405 | 1384 | 1362 |
|               | 2013 | 2015 | 2016 | 2017 | 2018 | 2019 | 2020 | 2021 | 2022 |